# Zoraida
Zoraida är ett släkte av insekter. Zoraida ingår i familjen Derbidae.

## Dottertaxa tillZoraida, i alfabetisk ordning[1]
- Zoraida aburiensis
- Zoraida albicans
- Zoraida albida
- Zoraida angolensis
- Zoraida bakeri
- Zoraida bohemani
- Zoraida borneensis
- Zoraida bouchneri
- Zoraida boulardi
- Zoraida brunnipennis
- Zoraida ceylonica
- Zoraida confusa
- Zoraida consanguinea
- Zoraida costalis
- Zoraida cumulata
- Zoraida curta
- Zoraida cycnoptera
- Zoraida dubia
- Zoraida egregia
- Zoraida ephemeralis
- Zoraida erythractis
- Zoraida essingtonii
- Zoraida eupoecila
- Zoraida evansi
- Zoraida falsa
- Zoraida ficta
- Zoraida fistulator
- Zoraida flava
- Zoraida flaviventris
- Zoraida flavocostata
- Zoraida freta
- Zoraida fulgans
- Zoraida fuliginosa
- Zoraida fuligipennis
- Zoraida furcata
- Zoraida fuscipennis
- Zoraida gravida
- Zoraida histrionica
- Zoraida horishana
- Zoraida howei
- Zoraida hubeiensis
- Zoraida hyalina
- Zoraida insolita
- Zoraida javanica
- Zoraida kalshoveni
- Zoraida karnyi
- Zoraida kirkaldy
- Zoraida koannania
- Zoraida kotoshoensis
- Zoraida kuwayamae
- Zoraida lalokensis
- Zoraida lankana
- Zoraida laratae
- Zoraida limnobialis
- Zoraida lusca
- Zoraida lutescens
- Zoraida maculata
- Zoraida maculicosta
- Zoraida mcgregori
- Zoraida melichari
- Zoraida nitobii
- Zoraida njalensis
- Zoraida nyasensis
- Zoraida obscura
- Zoraida padangensis
- Zoraida parvalata
- Zoraida pattersoni
- Zoraida picta
- Zoraida picturata
- Zoraida porphyrion
- Zoraida procterythra
- Zoraida propria
- Zoraida pseudosylvicola
- Zoraida pterophoroides
- Zoraida rectifrons
- Zoraida ridleyi
- Zoraida rubrolineata
- Zoraida rufivena
- Zoraida scutellaris
- Zoraida sexnotata
- Zoraida sexpunctata
- Zoraida sinuosa
- Zoraida sudanica
- Zoraida superba
- Zoraida sylvicola
- Zoraida taiensis
- Zoraida wallacei
- Zoraida venusta
- Zoraida westwoodi
- Zoraida zeijsti